# La playa (película)

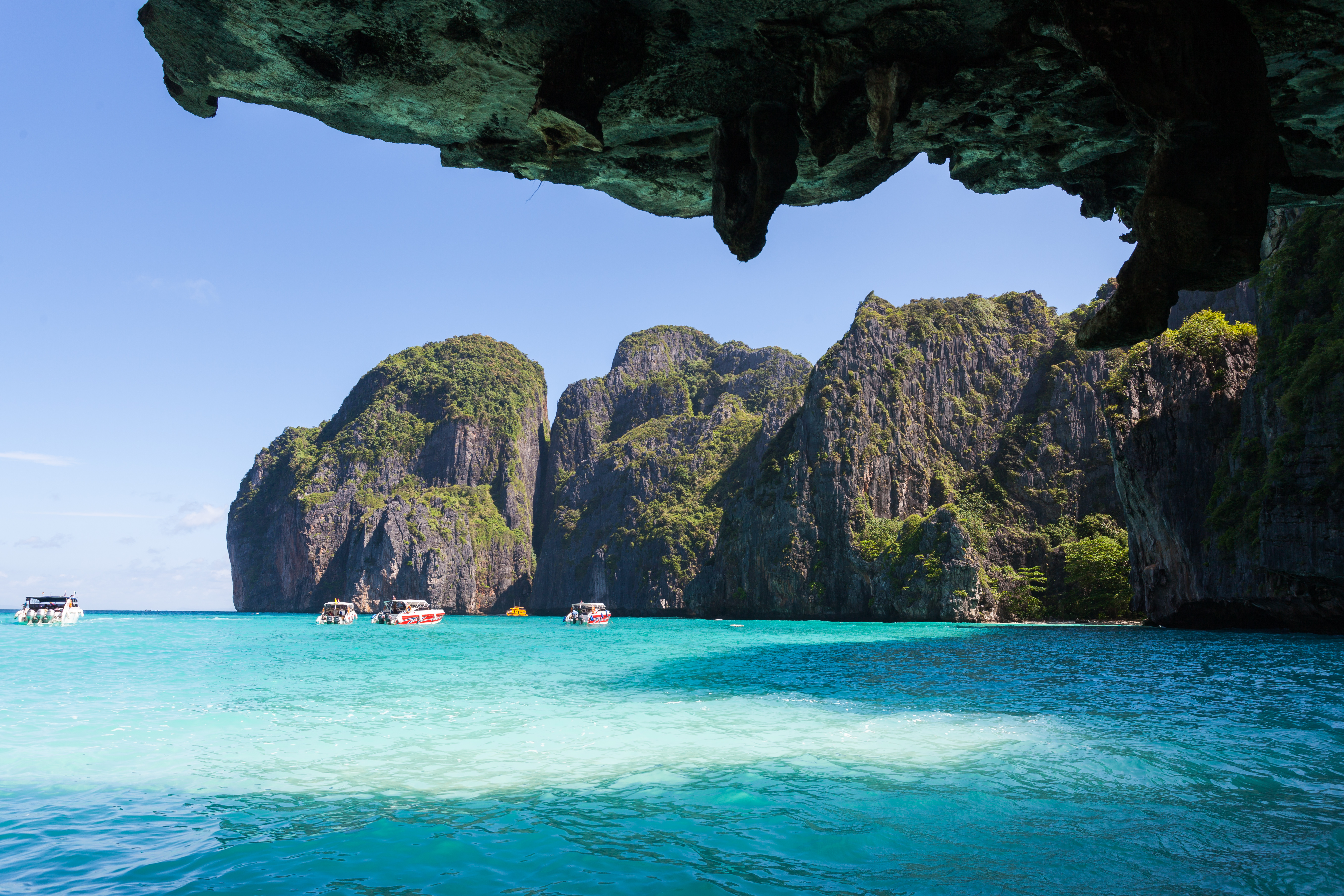
el film se rodó en la isla tailandesa de Phi Phi Lay

La playa es una película británico-estadounidense de 2000, dirigida por Danny Boyle y protagonizada por Leonardo DiCaprio.

## Argumento
Richard (Leonardo DiCaprio) es un joven estadounidense en Tailandia. Ha llegado al sudeste de Asia con la intención de experimentar algo radicalmente diferente de su vida. Él se entera de la existencia de una isla que se supone que es el paraíso, pero que es comúnmente considerada mítica. En esta isla se supone que hay una secreta comunidad de viajeros que han dejado atrás su vida anterior. Richard inicialmente rechaza la existencia de la isla, pero más tarde se reúne con un hombre llamado Daffy (Robert Carlyle), que le dice a Richard que es un antiguo habitante y le da un mapa de la isla; poco después Daffy se suicida.
Richard se reúne con la hermosa Françoise (Virginie Ledoyen) y su novio, Étienne (Guillaume Canet), y los convence para acompañarle a la isla. Viajan a gran distancia de Bangkok, a las costas de la isla de Phuket (aunque la película está grabada en Koh Phiphi, en el Océano Índico, al lado de Phuket, el argumento trata sobre una isla que está frente a Koh Phagnan, en el golfo de Tailandia, al otro lado de la península). Richard se hace amigos de un par de surfistas de Estados Unidos. Estos le comentan las reglas de la isla: él no admite ante ellos que sabe dónde está la isla, pero al día siguiente les hace una copia de la ruta que desliza bajo su puerta. Para ir a la isla, Richard, Étienne y Françoise tienen que pasar por varias islas.
Cuando llegan a la isla, pasan a través de una enorme plantación de marihuana, vigilada por hombres armados con AK-47. Logran escapar de dichos vigilantes y son vistos por Keaty, encontrando a la comunidad, después son interrogados por la dirigente de la isla, Sal (Tilda Swinton), sobre sus conocimientos de esta. Inicialmente, la comunidad está enojada y es hostil hacia el trío, pero cuando Richard les dice que ha sido enviado por Daffy, ceden poco a poco y los tres son admitidos en la playa y en su relajado estilo de vida estructurado entre el trabajo y el juego.
Una noche, Richard y Françoise están caminando por la playa, y ella le dice que lamenta no poder pasar tanto tiempo con él como le gustaría. Nadan para ver un enjambre de plancton bioluminiscente y tienen relaciones sexuales en el agua. Deciden no decirle a nadie nada acerca de su romance, pero pronto todo el mundo en la isla se entera, incluyendo Étienne. A pesar de que la noticia le devasta, dice que no se interpondrá en su camino si Françoise es feliz con Richard. Richard asiste a sesiones para aprender a capturar peces con un arpón, y es atacado por un joven tiburón, pero mata al tiburón a puñaladas, lo que le hace ganar admiración.
A partir de aquí los eventos toman un mal sesgo. Richard es elegido para acompañar a Sal al continente a adquirir suministros. Una vez allí, Sal oye a los dos surfistas hablando con Richard acerca de la copia de la ruta, y se enfrenta a Richard. Él admite que le dijo a los surfistas sobre la isla pero niega que hiciera una copia del mapa. A cambio de su silencio y el retorno de Richard a la isla, Sal le propone participar en un encuentro sexual. Cuando regresan a la isla, tres suecos que viven en la comunidad son atacados por un tiburón, uno de ellos muere y el otro queda gravemente herido. Las únicas opciones del herido, Christo, son ir al continente para obtener ayuda médica o quedarse en la isla sin asistencia, pues Sal se niega a permitir que un médico venga a la isla. Christo opta por quedarse pues no quiere volver a acercarse al agua. Empeora, la comunidad no aguanta sus quejas y deciden abandonarlo en la selva para morir. A todos les parece bien esta decisión, excepto a Étienne, que se queda con él.
Más tarde, Sal observa que los amigos de Richard se encuentran en la vecina isla. Furiosa encomienda a Richard la tarea de espiarlos hasta que pueda obtener el mapa o destruirlo. Françoise aparece furiosa ante Richard y le dice que Sal le ha hablado a todo el mundo acerca de su encuentro sexual con él. Este no puede hacer frente a su tarea y se retira hacia el bosque. Allí tiene una locura temporal en la que cree estar con Daffy. Él construye trampas letales en un intento de mantenerlos a raya, y a veces alucina que es un personaje de un videojuego. Mientras tanto los surfistas llegan a la isla y son asesinados por los agricultores de marihuana. Richard vuelve a la comunidad para convencer a Étienne y Françoise de salir de la isla con la creencia de que sus vidas están ahora en peligro. Étienne se niega, pues no quiere abandonar a Christo, cuya pierna se ha gangrenado. Richard lo termina asfixiando cuando los otros dos jóvenes salen de la tienda.
Los agricultores visitan a Sal, recordándole que tienen un acuerdo: los viajeros pueden vivir en la isla, siempre y cuando siga siendo un secreto. El jefe agricultor le da a Sal un revólver con sólo una bala, con la que tiene que asesinar a Richard. Sal dispara pero el arma estaba vacía. Cuando el resto de la comunidad ve lo que Sal está dispuesta a hacer por seguir en su isla la abandonan y se queda sola. La película termina con Richard y el grupo saliendo de la isla en balsa y regresando a su antiguo estilo de vida. En un cyber revisa su correo electrónico y recibe una imagen adjunta de Françoise. Es una fotografía de toda la comunidad de la playa sacada por Françoise, con todos saltando y riendo. Richard ve una animación sobre la imagen: "Universo paralelo. Con amor, Françoise x".

## Reparto
- Leonardo DiCaprio como Richard
- Tilda Swinton como Sal
- Virginie Ledoyen como Françoise
- Guillaume Canet como Étienne
- Robert Carlyle como Daffy
- Paterson Joseph como Keaty
- Lars Arentz-Hansen como Bugs
- Peter Youngblood Hills como Zeph
- Jerry Swindall como Sammy
- Zelda Tinska como Sonja
- Victoria Smurfit como Weathergirl
- Daniel Caltagirone como Unhygienix
- Peter Gevisser como Gregorio
- Lidija Zovkic como Mirjana
- Samuel Gough como Guitarman
- Staffan Kihlbom como Christo

## Fechas de estreno
| País                                                                          | Fecha de estreno                |
| ----------------------------------------------------------------------------- | ------------------------------- |
| Alemania                                                                      | Jueves 17 de febrero de 2000    |
| Argentina                                                                     | Jueves 24 de febrero de 2000    |
| Australia                                                                     | Jueves 9 de marzo de 2000       |
| Austria                                                                       | Viernes 18 de febrero de 2000   |
| Bélgica                                                                       | Miércoles 16 de febrero de 2000 |
| Belice · Costa Rica · El Salvador · Guatemala · Honduras · Nicaragua · Panamá | Viernes 3 de marzo de 2000      |
| Bolivia                                                                       | Jueves 2 de marzo de 2000       |
| Brasil                                                                        | Viernes 18 de febrero de 2000   |
| Bulgaria                                                                      | Viernes 14 de abril de 2000     |
| Chile                                                                         | Jueves 24 de febrero de 2000    |
| Colombia                                                                      | Viernes 25 de febrero de 2000   |
| Corea del Sur                                                                 | Sábado 5 de febrero de 2000     |
| Croacia                                                                       | Jueves 6 de abril de 2000       |
| Dinamarca                                                                     | Viernes 7 de abril de 2000      |
| Ecuador                                                                       | Viernes 3 de marzo de 2000      |
| Egipto                                                                        | Miércoles 3 de mayo de 2000     |
| EAU                                                                           | Miércoles 24 de mayo de 2000    |
| Eslovenia                                                                     | Jueves 20 de abril de 2000      |
| España                                                                        | Viernes 25 de febrero de 2000   |
| Estados Unidos · Canadá                                                       | Viernes 11 de febrero de 2000   |
| Estonia                                                                       | Viernes 14 de abril de 2000     |
| Filipinas                                                                     | Sábado 22 de abril de 2000      |
| Finlandia                                                                     | Viernes 31 de marzo de 2000     |
| Francia                                                                       | Miércoles 16 de febrero de 2000 |

| País                         | Fecha de estreno                |
| ---------------------------- | ------------------------------- |
| Grecia                       | Viernes 31 de marzo de 2000     |
| Hong Kong                    | Jueves 3 de febrero de 2000     |
| Hungría                      | Jueves 23 de marzo de 2000      |
| India                        | Viernes 9 de junio de 2000      |
| Indonesia                    | Miércoles 22 de marzo de 2000   |
| Islandia                     | Viernes 10 de marzo de 2000     |
| Israel                       | Jueves 9 de marzo de 2000       |
| Italia                       | Viernes 25 de febrero de 2000   |
| Jamaica                      | Miércoles 23 de febrero de 2000 |
| Japón                        | Sábado 22 de abril de 2000      |
| Letonia                      | Viernes 14 de abril de 2000     |
| Líbano                       | Jueves 13 de abril de 2000      |
| Lituania                     | Viernes 7 de abril de 2000      |
| Malasia                      | Jueves 3 de febrero de 2000     |
| México                       | Viernes 25 de febrero de 2000   |
| Noruega                      | Viernes 3 de marzo de 2000      |
| Nueva Zelanda                | Jueves 2 de marzo de 2000       |
| Países Bajos                 | Jueves 16 de marzo de 2000      |
| Paraguay                     | Viernes 10 de marzo de 2000     |
| Perú                         | Jueves 2 de marzo de 2000       |
| Polonia                      | Viernes 31 de marzo de 2000     |
| Portugal                     | Viernes 18 de febrero de 2000   |
| Puerto Rico                  | Jueves 17 de febrero de 2000    |
| Reino Unido Irlanda          | Viernes 11 de febrero de 2000   |
| República Checa · Eslovaquia | Jueves 30 de marzo de 2000      |
| República Dominicana         | Jueves 2 de marzo de 2000       |
| Rumania                      | Viernes 14 de abril de 2000     |
| Rusia                        | Jueves 23 de marzo de 2000      |
| Singapur                     | Jueves 3 de febrero de 2000     |
| Sudáfrica                    | Viernes 18 de febrero de 2000   |
| Suecia                       | Viernes 17 de marzo de 2000     |
| Suiza                        | Jueves 17 de febrero de 2000    |
| Tailandia                    | Viernes 10 de marzo de 2000     |
| Taiwán                       | Sábado 5 de marzo de 2000       |
| Turquía                      | Viernes 24 de marzo de 2000     |
| Uruguay                      | Viernes 25 de febrero de 2000   |
| Venezuela                    | Miércoles 1 de marzo de 2000    |